# Duże liczby całkowite
Duże liczby całkowite – typ danych występujący w niektórych językach programowania, który pozwala na operowanie na liczbach całkowitych dowolnej wielkości, o ile tylko zmieszczą się one w pamięci.
Jest to wygodniejsze od operowania na 32- czy też 64-bitowych liczbach, jednak mniej efektywne.
W niektórych językach są osobne wbudowane typy dla dużych liczb całkowitych (Python 2), w innych dostarczają je specjalne biblioteki (większość języków, m.in. GMP dla C),
w jeszcze innych wszystkie liczby całkowite są "duże" (np. Python 3), lub też następuje automatyczna promocja małych liczb całkowitych do dużych, a co za tym idzie, operacje na małych liczbach (szczególnie iteracja z licznikami) są szybkie, a mamy pełną wygodę dużych liczb całkowitych (np. Ruby).